# Leptacis brachycerus
Leptacis brachycerus är en stekelart som beskrevs av Durgadas Mukerjee 1981. Leptacis brachycerus ingår i släktet Leptacis och familjen gallmyggesteklar. Inga underarter finns listade i Catalogue of Life.